# Vitali Karlovich Beniya
Vitali Karlovich Beniya (tiếng Nga: Виталий Карлович Бения; sinh ngày 12 tháng 7 năm 1996) là một cầu thủ bóng đá người Nga thi đấu cho FC Luki-Energiya Velikiye Luki.

## Sự nghiệp câu lạc bộ
Anh có màn ra mắt tại Giải bóng đá chuyên nghiệp quốc gia Nga cho FC Luki-Energiya Velikiye Luki vào ngày 19 tháng 7 năm 2017 trong trận đấu với FSK Dolgoprudny.